# هرتنگ
هرتنگ (به ازبکی: Hartang / Ҳartang) روستایی است که در  شهرستان پای‌آریق در استان سمرقند ازبکستان جای دارد.
این روستا در ۲۰ کیلومتری جنوب خاوری مرکز شهرستان پای‌آریق و ۱۶ کیلومتری شمال سمرقند (مرکز اداری و بزرگترین شهر استان سمرقند)  جای دارد. همچنین شهر چلک در ۱۲ کیلومتری شمال باختری هرتنگ جای دارد. برپایهٔ برآوردها کمینه، ۱۰۰۰ تن در این روستا زندگی می‌کنند. بیشتر مردم هرتنگ کشاورزی  می‌کنند و گردشگری در آن پیشرفت خوبی داشته‌است.
جاذبهٔ اصلی روستای خرتنگ، مجموعهٔ یادبود امام بخاری (آرامگاه شخصیت پرآوازهٔ دینی، دانشمند، محدث و مفسر ابو عبدالله محمد بن اسماعیل بخاری نامـــوَر به امام بخاری) است.

## بن‌مایه
- همکاری‌کنندگان ویکی‌پدیا، «Хартанг»، ویکی‌پدیای روسی، دانشنامهٔ آزاد (بازیابی ۲۳ آذر ۱۴۰۰)